# Kokand
Kokand o Qo‘qon (in usbeco Qo‘qon/Қўқон; in russo Кокáнд, Kokánd; in tagico Куканд, Kukand; in persiano وکند; in chagatai خوقند) è una città della provincia di Fergana in Uzbekistan nella Valle di Fergana, anche nota come la Città dei venti o la Città del cinghiale.
Fu capitale del Khanato di Kokand e dell'Autonomia di Kokand.
La città ha sempre rappresentato il più importante nodo delle rotte mercantili della valle di Fergana, fin dai tempi della via della seta.

## Siti di interesse turistico
- Palazzo di Khudayar Khan, costruito tra il 1863-1873, uno dei più grandi e ricchi edifici dell'Asia centrale. Oggi trasformato in museo, rimangono ancora integre 19 delle sue 113 stanze.
- Yome Machit, una moschea edificata all'inizio del XIX secolo
- Madrassah di Amin Beg, costruita nel 1813
- Dakhma-I-Shokhon, necropoli di Kokan Khans dal 1830
- Museo Khamza, dedicato a Hakim Hakinzade Niyazi, primo eroe sovietico di Kokand.